# Peter Rodríguez
Peter Rodríguez (* 25. Juni 1926 in Stockton, Kalifornien; † 1. Juli 2016 in San Francisco) war ein US-amerikanischer Künstler und Gründer des Museo Mexicano in San Francisco.

## Biografie
Rodríguez war der Sohn von Jesús Rodriguez und Guadalupe García Rodriguez, die 1914 von Mexiko in die Vereinigten Staaten auswanderten. Neben seinem Zwillingsbruder Tony hatte er zunächst noch weitere zwölf Geschwister, von denen drei frühzeitig nach der Geburt verstarben. Er besuchte in seiner Geburtsstadt die Burbank School, die Lottie Grunsky School und später die Stockton High School.
Erstmals wurden Bilder von Rodríguez im Rahmen eines Jugendkunstwettbewerbs in New York City ausgestellt. 1939 nahm er an der Weltausstellung in San Francisco teil. Nach der Schulausbildung arbeitete er als Verkäufer und Schaufensterdekorateur. Er unternahm mehrere Reisen innerhalb der Vereinigten Staaten und in den 1950er-Jahren erstmals nach Mexiko, um sich über Künstler und Kunstgeschichte weiterzubilden. Ab 1954 folgten mehrere Ausstellungsteilnahmen, unter anderem in der Galería de la Raza in San Francisco. 1955 war er Mitgründer der Skylight Gallery in Stockton. Seine ersten Ausstellungen in Mexiko waren 1960 im Museo del Estado de Jalisco in Guadalajara und in der Galeria Proteo von Mexiko-Stadt. 1969 zog er nach San Francisco. Nachdem er bei seinen Besuchen im San Francisco Museum of Modern Art feststellte, dass dort keine Hispanics vertreten waren, entschloss er sich, bewegt von seinen Eindrücken der Kunstbesuche in Mexiko, ein eigenes Museum für Künstler dieser ethnischen Gruppe zu gründen. Mit Hilfe eines Zuschusses der San Francisco Foundation erfolgte 1975 die Gründung des heutigen Museo Mexicano, das er als Museumsdirektor leitete.